# Bandeira de Iuiú
A Bandeira de Iuiú é um dos símbolos oficiais de Iuiú, município da Bahia.